# 영실업
주식회사 영실업은 서울특별시 용산구에 본사를, 경기도 이천시에 본점을 두고 있는 완구 제조 회사이다. 1980년  출판사 계몽사의 자회사로 김상희가 설립했다. 2020년 8월 미래엔이 홍콩계 PEF인 퍼시픽얼라이언스 그룹으로부터 인수하였다.

## 연혁
- 2008년 7월 1일: 충청남도 아산시 음봉면 삼거리에서 비전하이테크주식회사(아산시 음봉면 소재)를 분할하여 설립. 자본금 2,000,000,000원(400,000주). 대표이사 김상희 취임. 서울특별시 강남구 역삼동 원경빌딩에 지점 설치.
- 2011년 1월 24일: 지점을 서울특별시 용산구 한남동 고뫄스빌딩으로 이전.
- 2012년 12월 6일: 김상희 대표이사 사임. 한찬희 대표이사 취임.
- 2013년 8월 6일: 주식 80,000주 소각(자본금 400,000,000원 감자. 자본금 1,600,000,000원)
- 2013년 10월 29일: 주당 액면가 5,000원인 주식을 주당 액면가 500원 10주로 분할.(3,200,000주)
- 2014년 5월 8일: 주식 980,000주 소각(자본금 490,000,000원 감자, 자본금 1,110,000,000원)
- 2015년 12월 8일: 한찬희 대표이사 사임. 전인천 대표이사 취임.
- 2018년 2월 28일: 전인천 대표이사 사임. 중국(홍콩)인 링컨린펑팬 대표이사 취임.
- 2018년 7월 16일: 링컨린펑팬 대표이사 사임. 현 대표이사 한상욱 취임.
- 2020년 미래엔 계열사 편입
- 2022년 아산시로부터 관내 어린이집 장난감 기부 등 사회공헌 활동 공적을 인정받아 감사패를 수여받았다
- 2023년 경기도 이천시 모가면 소고리에 있는 이천물류센터, A/S센터으로 이전

## 영실업 제작 애니메이션
- 또봇 시즌1,3 (전),레드로봇 제작 (현) 스튜디오버튼 제직
- 또봇 시즌1,19 외주제작 Winsing Animation (중)
- 또봇: 대도시의 영웅들 레트로봇CI 제작
- NEW 엉뚱발랄 콩순이와 친구들 모꼬지 제작 예정중
- 엉뚱발랄 콩순이와 친구들 9
- 엉뚱발랄 콩순이와 친구들 8 모꼬지 제작 KBS 2TV
- 엉뚱발랄 콩순이와 친구들 7
- 바이클론즈(제작 중단)
- 메탈리온
- 몬카트 제작 SAMG 엔터테인먼트 (전) 삼지애니메이션
- 시크릿 쥬쥬: 별의 여신
- 시크릿 쥬쥬: 베스트 프렌즈
- 시크릿 쥬쥬: 별의 보석
- 지오메카
- 바비

### 외주제작
- 개구리 중사 케로로
- 디지몬 어드벤처
- 건담
- 파워 디지몬
- 짱구는 못말려
- 팽이 장난감 '베이블레이드 버스트'
- 썬더일레븐
- 매지컬 파티
- 슈퍼텐 시간탐험대

## 본점 및 지점 현황
- 본점: 충청남도 아산시 음봉면 음봉면로30번길 77
- 서울사무실: 서울특별시 용산구 한남대로11길 12, 7, 8, 9층 (한남동, 고뫄스빌딩)
- 물류센터: 경기도 이천시 모가면 소고리 640-53 B2층 (공원로, 한익스프레스 남이천2센터)